# Мумбуа
Мумбуа (на английски: Mumbwa, на местния диалект Мумбва) е град в Централна Замбия. Намира се в Централната провинция на страната. Основан е през 1897 г. като селище около мина за медна руда. През 1939 г. са открити и залежи на злато. Населението му е 20 390 жители през 2010 г.